# Isistèria
Isistèria foren uns sacrificis que el senat atenenc oferia abans de cada sessió, en honor de Zeus i Atenea. El sacrifici s'acompanyava també de libacions en les quals participaven en general tots els senadors presents. A Suides es diu que es feien només el primer dia de l'any, però es creu que això és un malentès de l'autor.